# Éparchie Santa María del Patrocinio des Ukrainiens à Buenos Aires
L'éparchie Santa María del Patrocinio des Ukrainiens à Buenos Aires (en latin : Eparchia Sanctae Mariae a Patrocinio Bonaërensis Ucrainorum ; en espagnol : Eparquía de Santa María del Patrocinio en Buenos Aires) est une éparchie de l'Église gréco-catholique ukrainienne en Argentine, suffragante de l'archidiocèse de Buenos Aires.

## Territoire
L'éparchie a juridiction sur tous les fidèles de l'Église gréco-catholique ukrainienne qui résident en Argentine. Le siège éparchial est à Buenos Aires où se trouve la cathédrale du patronage de Notre-Dame avec 14 paroisses dans tout le pays. 

## Historique
L'exarchat apostolique pour les fidèles gréco-catholiques ukrainiens résidents en Argentine est érigé le 9 avril 1968 par la constitution apostolique Ucrainorum fidelium du pape Paul VI. Le 24 avril 1978, le même pape élève l'exarchat au rang d'éparchie par la constitution apostolique Cum praeterito.

## Évêques
- Andrés Sapelak, S.D.B (9 février 1968 - 12 décembre 1997)
- Miguel Mykycej, F.D.P (24 avril 1999 - 10 avril 2010)
  - Sede vacante (2010-2016)
- Daniel Kozelinski Netto depuis le 8 octobre 2016